# Шервин, Джеймс
Джеймс Шервин (англ. James Sherwin; 25 октября 1933, Нью-Йорк) — американский шахматист, международный мастер (1958).
Двукратный бронзовый призёр чемпионата США (1957/1958 и 1958/1959).
Участник межзонального турнира в Портороже (1958) — 17-е место.
В 2021 году введён в Зал шахматной славы США.
Бобби Фишер включил партию, сыгранную им с Шервином на Открытом чемпионате Нью-Джерси 1957 года, в свою знаменитую книгу «Мои 60 памятных партий».

## Изменения рейтинга
| Графики недоступны из-за технических проблем. См. информацию на Фабрикаторе и на mediawiki.org. |